# Carlo Derkert
Carlo Valdemar Derkert, född 13 juli 1915 i Neapel, Italien, död 2 januari 1994 i Stockholm, var en svensk museiman och konstpedagog. 
Carlo Derkert, som blev filosofie kandidat 1945, var med om att grunda Moderna museet i Stockholm, där han också fungerade som konstpedagog specialiserad på skolungdom. Han var även verksam vid Nationalmuseum. 
Carlo Derkert var son till konstnärerna Siri Derkert och Valle Rosenberg. Han var gift med Kerstin, född Hildinger (1924-01-31 – 1987-10-06) och far till fyra barn, bland andra Jacob Derkert.
Carlo Derkert är begraven på Lidingö kyrkogård.

## Filmografi
- 1965 – För vänskaps skull
- 1965 – Juninatt

## Scenroller
- 1938 – Señora Carrars gevär av Bertolt Brecht, regi Herman Greid, Odeonteatern[8]